# Assistente Boot Camp
Assistente Boot Camp è un insieme di tecnologie software sviluppate dalla Apple Inc. per consentire un'installazione semplice dei sistemi operativi Microsoft Windows sui computer Macintosh dotati di processori Intel. Boot Camp è formato da un programma di partizionamento non distruttivo, cioè in grado di ridimensionare le partizioni senza formattarle, e un'immagine CD contenente i driver necessari per il funzionamento del sistema operativo Windows.
L'utilizzo del programma richiede un aggiornamento del firmware dei computer in modo da poter fornire l'EFI di un modulo Bios necessario a Windows per l'avvio del sistema. A partire dalla versione 4 di Boot Camp su Mac OS X Lion, Windows XP non è più supportato. Inoltre, Boot Camp 6 per macOS Sierra sui portatili MacBook Pro usciti a fine 2016 permette l'installazione solamente di Windows 10.

## Requisiti
- Mac OS X Leopard o versioni successive;
- 10 GB di spazio libero sul disco rigido;
- Un computer Macintosh dotato di processore Intel;
- Firmware aggiornato EFI;
- Un masterizzatore CD o DVD;
- Una versione completa e originale del sistema operativo Microsoft Windows XP o versioni successive.

## Altri sistemi operativi

### GNU/Linux
Ancora non indicato come supportato ufficialmente dalla Apple, ma tramite Boot Camp è possibile far girare varie distribuzioni di GNU/Linux.

## Dispositivi supportati
I driver forniti permettono a Windows XP di riconoscere la totalità dell'hardware Apple.

## Funzionalità implementate
| Versione | Data di rilascio  | Novità introdotte |
| -------- | ----------------- | --- |
| 1.0      | 5 aprile 2006     | |
| 1.1      | 26 agosto 2006    | - Supporto per gli ultimi Macintosh Intel-Based; - Partizionamento facilitato con soluzioni predefinite; - Possibilità di installare gli altri sistemi operativi su altri dischi fissi; - Supporto iSight Camera; - Migliorato il supporto di Apple keyboard, inclusi i tasti: Canc, Stamp, BlocNum e BlocScroll.                                                                 |
| 1.1.1    | 14 settembre 2006 | |
| 1.1.2    | 30 ottobre 2006   | |
| 1.2      | 28 marzo 2007     | - Supporto per Windows Vista (32-bit); - Driver aggiornati; - Supporto per l'Apple Remote; - Aggiunta un'icona per la barra delle applicazioni Windows per accedere facilmente a informazioni e azioni relative a Boot Camp; - Supporto tastiera migliorato; - Procedura di installazione dei driver Windows migliorata; - Aggiornamento Software Apple (per Windows XP e Vista). |
| 1.3      | 7 giugno 2007     | - Supporto per la retroilluminazione delle tastiere dei MacBook Pro; - Supporto per il pairing dell'Apple Remote; - Aggiornamento dei driver video (comprese le nuove schede NVIDIA dei MacBook Pro); - Aggiornamento dei layout delle tastiere internazionali; - Aggiornamento dell'installer per Windows; - Aggiornamento della localizzazione e dell'Help di Windows.          |
| 1.4      | 8 agosto 2007     | |
| 2.0      | 26 ottobre 2007   | - Aggiornato il pannello di controllo di Boot Camp; - Aggiornato il supporto tastiera; - Aggiornati i driver; - Aggiornate le localizzazioni; - Supporto agli ultimi modelli Mac; - Aggiornamenti all'aiuto Windows per Boot Camp. |
| 2.1      | 24 aprile 2008    | - Supporto a Windows XP Service Pack 3; - Supporto a Windows Vista x64. |
| 2.2      | 19 novembre 2008  | - Risolti i problemi con il trakpad e le porte audio digitali sui portatili; - Aggiunto il supporto per il Mighty Mouse e la Wireless Keyboard. |
| 3.0      | 28 agosto 2009    | - Lettura dei volumi formattati HFS+ da Windows; - Lettura e copia di file tra Mac e Windows; - Supporto alle opzioni avanzate degli schermi Apple Cinema; - Miglioramento del supporto tap-to-click; - Aggiunto su Windows della versione da linea di comando di Start Disk Control Panel.                                                                                       |
| 3.1      | 19 gennaio 2010   | - Supporto per Windows 7 (Home Premium e Professional and Ultimate) sia a 32 che a 64-bit; - Risolto il problema dell'indirizzamento dell'Apple trackpad; - Spegnimento del led rosso della porta audio digitale sui portatili quando non viene usata; - Aggiunto il supporto all'Apple Magic Mouse.                                                                              |
| 3.2      | 18 novembre 2010  | |
| 3.3      | 24 agosto 2011    | |
| 4.0      | 20 giugno 2012    | |
| 5.0      | 14 marzo 2013     | |
| 5.1      | 11 febbraio 2014  | - Supporto per Windows 8.1 e Windows 8.1 Pro (solo 64-bit). |
| 5.1.2    | 16 ottobre 2014   | |
| 6.0      | 13 agosto 2015    | - Supporto per Microsoft Windows 10 (solo 64-bit). |
| 6.1      | 20 settembre 2016 | - Ora accetta solo installazioni di Windows 7, Windows 8.1 e Windows 10 (64-bit) |
| 6.1.13   | 26 ottobre 2020   | |
| 6.1.14   | 26 ottobre 2020   | |
| 6.1.15   | 17 maggio 2021    | |
| 6.1.16   | 10 giugno 2021    | |
| 6.1.17   | 19 marzo 2022     | |
| 6.1.18   | 22 agosto 2022    | |
| 6.1.19   | 29 agosto 2022    | |